# Шитпостинг

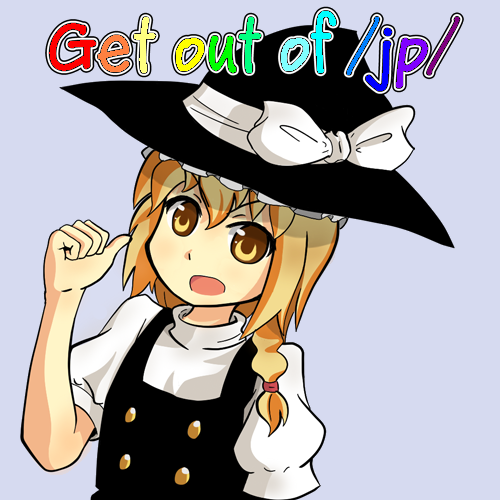
Пример изображения с форума 4chan по культуре /jp/ Otaku с участием Марисы Кирисаме из игры Touhou Project

Шитпо́стинг, или щитпо́стинг (англ. shitposting, от слов «shit» — дерьмо, и «post» — публикация), — публикация «агрессивно, иронично и тролльно низкого качества» сообщений или контента на онлайн-форумах и в социальных сетях. Шитпостинг осуществляется с целью сорвать дискуссии или вызвать максимальную реакцию с минимальными усилиями. Иногда подобный контент создаётся как часть скоординированной войны, целью которой является сделать сайт непригодным для использования постоянными посетителями.

## Шитпостинг на протяжении всей истории
Шитпостинг — это современная форма провокации в Интернете, но её концепция не нова. Художественные движения начала 20-го века, такие как дадаизм или сюрреализм, создавали искусство, которое было намеренно некачественным или оскорбительным, чтобы спровоцировать других людей из мира искусства.
В момент создания статьи на сайте Polygon Сэм Гресес сравнил «шитпост» с дадаистскими, «запутанными, не зависящими от контекста произведениями, которые из-за своей абсурдности рассматривались как революционные произведения как в художественном, так и в политическом плане». Гресес пишет, что цель шитпостинга — «заставить аудиторию смеяться или улыбаться».

## В современной политике
Использование шитпостинга в политических целях стало нужным во время президентских выборов в США в 2016 году. В мае этого года новостной сайт Daily Dot сообщил, что шитпостинг — это «преднамеренная провокация, рассчитанная на максимальное воздействие с минимальными усилиями».
В сентябре 2016 года поддерживающая Трампа группа Nimble America привлекла широкое внимание СМИ. Издание Daily Beast охарактеризовало эту группу как «посвящённую шитпостингу и распространению интернет-мемов, порочащих Хиллари Клинтон».
В сентябре 2016 года газета The Independent также сообщила, что шитпостинг — это аполитичный «инструмент, который можно использовать по-разному», но подобные сообщения появились задолго до выборов. Журнал Engineering & Technology писал, что «шитпостинг опасно близок к доставке онлайн-метастазов двухминутной ненависти Оруэлла.[sic]».
В ноябре 2016 года журнал Esquire написал: «Интернет-издевательства превращаются в законную публикацию шитпостинга. Может быть, выборы 2020 года будут также продвигаться через шитпостинг».
В марте 2018 года, обсуждая группу Facebook «New Urbanist Shitposting», журнал Chicago определил это как «сообщения, которые должны быть неуклюжими и неуместными, отвлекающими сообщества соцсетей от обсуждения рассматриваемой темы».
В 2019 году политический редактор BBC Лаура Куэнсберг неверно описала шитпостинг как «рекламу политических партий, которая выглядит действительно бессмысленной, и люди публикуют её в Интернете, затем она распространяется в социальных сетях в огромных количествах, и все начинают говорить „Ха-ха-ха, работа сделана“». Financial Times сообщила, что правильное описание шитпостинга — это «размещение бессмысленного контента на форумах (напр., 4chan) или в социальной сети (напр., ВКонтакте, Facebook), приводящее к срыву обсуждения».

## Проблемы с определением термина
Шитпостинг часто неправильно понимается в массовой культуре. Журналист Джессика Линдси дала ему точное определение:
Шитпостинг не представляет никакой ценности, это онлайн-эквивалент бессмыслицы. Это повторение глупым голосом того, что говорит ваш собеседник, пока он не сдастся и не пойдёт домой. Идея о том, что постеры — это некий медийный трюк, использованный в плакатах шрифт Comic Sans, полностью опровергает суть этого действия; быть глупым без присущей цели (или, по крайней мере, несерьёзной).
Хотя шитпостинг сам по себе не имеет идеологии, некоторые «шитпостеры» были связаны с реальными террористическими актами.
Перед тем как начать выполнение теракта, стрелок из Крайстчёрча (предположительно тот же человек, который написал манифест) объявил о своих намерениях на стене /pol/ форума 8chan. В начале он сказал, что «пора прекратить выкладывать шитпост и пора писать сообщения о реальных усилиях».
Брентон Таррант разместил ссылки на свои прямые трансляции на 8chan, более ориентированной на свободу слова версии популярного 4chan. Профессор Грег Бартон, эксперт по терроризму из Университета Дикина, сказал, что «расистский шитпостинг распространён в Интернете и позволяет людям общаться и привлекать внимание. Особенность социальных сетей в том, что они популярны во всех кругах людей. Вам нужна обратная связь, если вы хотите, чтобы людям нравились ваши материалы, будь то Instagram или Facebook. Шитпостинг — это способ стать популярным, получить ответ, и чем более ироничным и забавным вы и ваш контент можете быть, тем лучше».

## В популярной культуре
Большинство постов не носит политического характера, а иногда делается из художественных соображений или для выражения разочарования в мире. Событие штурма зоны 51, которое привлекло внимание всего мира, было создано аккаунтом под названием «Shitposting cause im in shambles». Создатель саундтреков для игры Minecraft, C418, писал: «Будьте осторожны, я определённо тот, кого вы назвали бы, эээ, шитпостером».